# Kozmosz (zenekar)
A Kozmosz 2010-ben alakult budapesti punkzenekar. Saját magukat a szimfonikus pop punk stílusirányzatba sorolják. Dalaikban a punk számokhoz hűen jellemző a kendőzetlen, őszinte rendszer- és társadalomkritika.

## Története
A Kozmosz négy tagjából ketten-ketten azonos városokban nőttek fel: Beke Dániel (basszusgitár, ének) és Pál Zsombor (ritmusgitár, ének) Székesfehérváron, Huszlicska Dávid (szólógitár) és Veres Attila (dob) pedig Budaörsön élt. A tagok különböző felállásokban már játszottak együtt korábbi Budapest-környéki punkbandákban, négyesük 2011-re állt össze.
A két énekes már korábban is Kozmosz néven tett fel az internetre különböző háztartási demókat. Ezek közül a Schmitt Pál köztársasági elnök 2010-es beiktatását az elnöki önéletrajz eléneklésével ünneplő N. E. R. váratlanul sikeres lett: a szám azelőtt vitte át a százezres határt a Youtube-on, hogy a zenekar első rendes, dobossal kiegészült próbája megtörtént volna. A csapat trióként 2011 elején rögzített egy kevés nyilvánosságot kapó háromszámos demót, majd szólógitárosuk csatlakozásával teljessé válva heves számírással és szórványos koncertezéssel töltötték az évet. Ennek eredménye a 2012 nyarán megjelent, hatszámos Az Okosak Földje EP, melynek Világszakadtság című dala azonnal berobbant: néhány hét alatt az első helyig tört az MR2-Petőfi Rádió játszási listáján, és fellépési lehetőséget kaptak a nyár végi SZIN nagyszínpadán. A Világszakadtságot ősszel a Forradalom című számuk követte.
A figyelem középpontjába kerülésük után azzal a viccnek szánt ötlettel is előálltak, hogy Bizonytalan/Nem szavazna Pártszövetség néven politikai pártot alapítanának, amelyre szerintük a magyarok több mint 50 százaléka szavazna is. Céljaik között olyan pontok szerepeltek, mint a magyar futballtámogatások átcsoportosítása a jégkorong számára, annak is a felét a két alapító kedvence, Székesfehérvár csapata kapta volna.
A sikeresnek számító zenekar azonban 2017-ben feloszlott.
A zenekar a feloszlása után 2 évvel 2019 augusztusában egy 6 számból álló egyszeri fellépésre visszatért egy nagyobb koncert keretében. A zenekar 5 év után végül 2022-ben alakult újjá immáron 3 taggal, amikor is bejelentették március 16-án, hogy május 28-án fellépnek a Dürer Kertben. Mivel az összes jegy egy napon belül elkelt, így egy május 27-i koncertet is meghirdettek, ami szintén egy napon belül teltházas lett. A visszatérésen kívül új szerzeményekkel is készültek.
A zenekarhoz 2023-ban csatlakozott negyedik állandó tagként a korábban több zenekarban is gitározó Skolák Péter.

## Diszkográfia

### Albumok
- Az Okosak Földje (2012)
- Haza és Szaladás (2014)
- Nyugalom, A Helyzet Változatlan (2015)
- 1987 (2024)[8]
- Levegőt! (2025)

### Kislemezek
- 2014 (2014)
- Greta Thurnberg (2022)
- Kelni kell (2022)
- Több kell (2022)
- De én nem (2023)[9]